# Zaklonišče prepeva

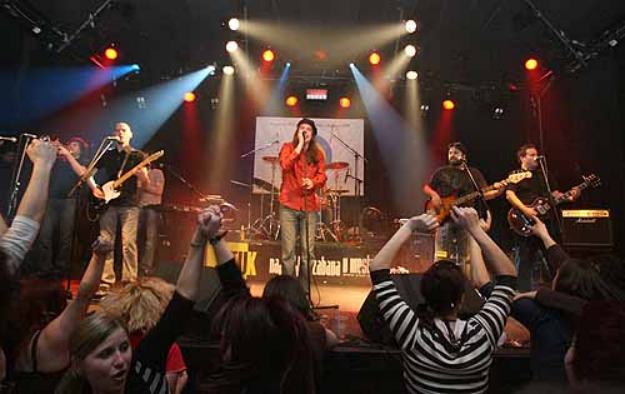
Vystoupení skupiny.

Zaklonišče prepeva (doslova Protiletadlový kryt zazpívá) je slovinská rocková skupina původem z Nové Gorice. Značná část jejich textů vznikla v srbochorvatštině a obsahuje jistou míru jugonostalgie. Texty skupiny jsou kritické k politickým poměrům ve Slovinsku a připomínají protifašistickou minulost bývalé Jugoslávie.
První album vydala skupina v roce 1996, a to s názvem Nešto kao Džimi Hendrix (Něco jako Jimi Hendrix). Skupina také přezpívala původní Balaševićovu píseň Računajte na nas (Počítejte s námi). Srbochorvatštinu si skupina vybrala do svého textu jako symbol provokace v 90. letech, kdy v nezávislém Slovinsku představovala symbol minulosti a komunistické Jugoslávie.
Třetí album skupiny Glasajte za nas (Volte nás) se ukázalo být na slovinské hudební scéně značně kontroverzní. Přestože se klip obracel kriticky především k volbám v tehdejší Svazové republice Jugoslávii a jejímu prezidentovi Slobodanu Miloševićovi, byl nakonec ve Slovinsku stažen z vysílání. Důvodem byl fiktivní kandidát Kradomir Pendreković, který byl až nápadně podobný některým kandidátům v tehdejších volbách.

## Členové skupiny
- Vanja Alič, zpěv
- Miha Jerovec, kytara
- Mitja Marussig, basy
- Uroš Buh, bubny
- Peter Baroš - saxofon a klávesy

## Alba
- Nešto kao Džimi Hendrix, Shelter Records/Panika 1996
- Novo vreme - stare dileme, Shelter Records/NIKA 1998
- Glasajte za nas, Shelter Records/NIKA 1999
- Odoh majko u rokere, Nika Records, 2001
- Sellam Alejkum, Menart Records, 2004
- Bolje ne bo nikoli, Lip Art, 2009
- Samo da prođe demokratija, Lip Art, 2014